# Stefania Rocca
Pour les articles homonymes, voir Rocca.
 (octobre 2019).
Stefania Rocca, née le 24 avril 1971 à Turin est une actrice italienne.

## Biographie
Stefania Rocca est née à Turin et part étudier le cinéma au Centre expérimental de Cinématographie à Rome puis suivre des cours à l’Actors Studio à New York. Elle se fait véritablement connaître du public pour son rôle dans Nirvana de Gabriele Salvatores, metteur en scène prix oscar mediterraneo en 1997 puis dans le film de Donatella Maiorca, Viol@ en 1998. Elle tourne en Italie sous la direction de Dario Argento dans Il cartaio et aussi :
- 2001 Résurrection mise en scène Frères Taviani
- 2002 Casomai mise en scène de Alessandro D'Alatri et de Carlo Verdone
- dans L’amore e' eterno finche dura en 2004
- ou encore de Cristina Comencini dans La Bête dans le cœur en 2005, film sélectionné à l’Oscar.

Elle mène aussi une carrière internationale en jouant dans des films comme :
- Le Talentueux Mr Ripley d’Anthony Minghella en 1999
- Peines d’amour perdues, de Kenneth Branagh en 2000
- Heaven de Tom Tykwer en 2002 avec Cate Blanchett
- Mary d’Abel Ferrara avec Juliette Binoche en 2005, et
- Go Go Tales du même réalisateur en 2007
- Hotel de Mike Figgis

Elle a  tourné en France dans :
- Le Candidat de Niels Arestrup en 2007 avec Yvan Attal.
- Candidat libre de Jean Baptiste Huber avec Hippolyte Girardot
- D'Artagnan et les Trois Mousquetaires de Pierre Aknine avec Emmanuelle Béart et Tchéky Karyo
- L'Envahisseur de Nicolas Provost

Elle a aussi fait du théâtre avec Robert Lepage -Le Polygraphe- et avec Jérôme Savary dans le musical Irma la douce ; Jeanne d'Arc avec Walter Le moli Angelo et Beatrice avec Meme Perlini.

## Filmographie

### Réalisatrice
- 2024 : L'ora di tutti

### Actrice de cinéma
- 1994 : Effetto
- 1995 : Poliziotti (Policier) : Valeria
- 1996 : Correre contro : Chiara
- 1996 : I virtuali
- 1996 : Effetto placebo
- 1996 : Palerme-Milan aller simple (Palermo Milano solo andata)
- 1996 : Le Journal de Luca (Cronaca di un amore violato)
- 1996 : La misura dell'amore
- 1997 : L'amico di Wang
- 1997 : Corti stellari
- 1997 : Nirvana : Naima
- 1997 : Inside/Out (en) : Grace Patterson
- 1998 : Giochi d'equilibrio : Francesca '77
- 1998 : Voglio una donnaaa! : Marta
- 1998 : Viol@ : Marta/Viola
- 1999 : Senso unico
- 1999 : In principio erano le mutande : Teresa
- 1999 : Le Talentueux Mr Ripley : Silvana
- 1999 : In principio erano le mutande : Teresa
- 2000 : Peines d'amour perdues : Jacquanetta
- 2000 : Rosa e Cornelia : Rosa
- 2001 : Hotel : Sophie
- 2002 : Heaven : Regina
- 2002 : Casomai : Stefania
- 2003 : L'Affaire des cinq lunes : Fernanda Doni
- 2003 : La vita come viene : Giorgia
- 2003 : Prima dammi un bacio : Adele
- 2004 : Card Player (Il cartaio) de Dario Argento : Anna Mari
- 2004 : L'amore è eterno finché dura : Carlotta
- 2005 : Aspects of Love : Giulietta Trapani
- 2005 : Mary : Brenda Sax
- 2005 : La Bête dans le cœur (La bestia nel cuore) : Emilia
- 2006 : La cura del gorilla : Vera Mezza
- 2006 : Commediasexi : Pia Roncaldi
- 2007 : Le Candidat : Laura Dedieu
- 2007 : Voce del verbo amore : Francesca
- 2007 : Go Go Tales : Debby
- 2009 : Bakhita, de l'esclavage à la sainteté (mini-série TV) : Aurora Marin adulte
- 2010 : A Woman : Natalie
- 2011 : L'Envahisseur : Agnes
- 2014 : Eternelle : Maria Marchetti
- 2021 : L'uomo che disegnò Dio de Franco Nero : Pola
- 2021 : Diamante (Dietro la notte) de Daniele Falleri (it)

### Actrice de télévision
- 1995 : Voci notturne (mini-séries)
- 1997 : La storia di Gigi 2 (TV)
- 1997 : Nei secoli dei secoli (TV) : Pia
- 1997 : Salomon (TV) : Hannah
- 1998 : Amiche davvero!! (TV) : Claudia
- 1999 : Jésus (TV) : Marie de Béthanie
- 1999 : Ombre (TV) : Elena
- 2001 : Lourdes de Lodovico Gasparini : Nathalie Guillaumet
- 2001 : Résurrection : Katiouka
- 2002 : Dracula (en) (TV) : Mina
- 2004 : Opération Valkyrie (Stauffenberg) (TV) : Margarethe v. Oven
- 2005 : D'Artagnan et les Trois Mousquetaires (TV) : Anne d'Autriche
- 2006 : Mafalda de Savoie (TV) : Mafalda de Savoie
- 2007 : Candidat libre (TV) : Susan
- 2008-2009 : Tutti pazzi per amore TV : Laura Del Fiore
- 2011 : Edda Ciano e il comunista (TV) : Edda Ciano
- 2012 : La Petite Lady (Die kleine Lady) (TV) : Malvina Farelli